# Bitwa pod White Plains
Bitwa pod White Plains – starcie zbrojne, które miało miejsce 28 października 1776 roku w czasie kampanii nowojorskiej, podczas wojny o niepodległość Stanów Zjednoczonych.
Washington wiedział, że Brytyjczycy skupiali się za jego liniami. 23 października pozostawił 2000 swych najlepszych żołnierzy w Fort Washington na północno-zachodnim Manhattanie i zaczął pochód z pozostałymi siłami na północ do okręgu Westchester. Marsz był nadzwyczaj trudny. Amerykanie mieli niewiele koni i byli zmuszeni ciągnąć większość swych dział ręcznie. Bezpieczny przystanek znaleźli na wzgórzach koło miasteczka White Plains.
Nastąpiło kilka dni strzelanin, zaś znacząca potyczka odbyła się 28 października na wzgórzu Chatterton. Amerykanie zostali wyparci ze swych pozycji, ale znów generał Howe nie potrafił dogonić wycofującego się przeciwnika i stanął czekając na posiłki. 1 listopada Brytyjczycy byli gotowi by wznowić ofensywę, lecz silny wiatr i deszcze zwolniły ich postępy. Waszyngton zauważył letarg Brytyjczyków i zdołał się wycofać na następne pasmo wzgórz 5 mil na północ koło miasta North Castle.
Bitwa jest uznawana za brytyjskie zwycięstwo, ponieważ niemiecki regiment Füsilier-Regiment von Knyphausen zdołał oflankować amerykańską pozycję (choć Brytyjczycy ponieśli większe straty niż Amerykanie).
Washington i jego przygnębiona armia byli pewni, że następna, decydująca bitwa nastąpi w ciągu następnych kilku dni. Dlatego byli zupełnie zdumieni widokiem brytyjskiej armii, która 4 listopada zawróciła sprzed lekko umocnionych pozycji Amerykanów i rozpoczęła marsz na Manhattan. Washington podjął krytyczną decyzję o rozdzieleniu swej armii: sam z 2500 ludźmi ruszył do New Jersey, zaś większe siły (11 000 ludzi) pod dowództwem niekonsekwentnego Charlesa Lee pozostawił z zadaniem powstrzymywania przyszłych brytyjskich uderzeń w kierunku Nowej Anglii.
Howe tymczasem zwrócił uwagę na amerykański garnizon w Forcie Washington.